# 卡伊雷 (卡霍夫卡區)
46°56′48″N 33°42′11″E / 46.94667°N 33.70306°E

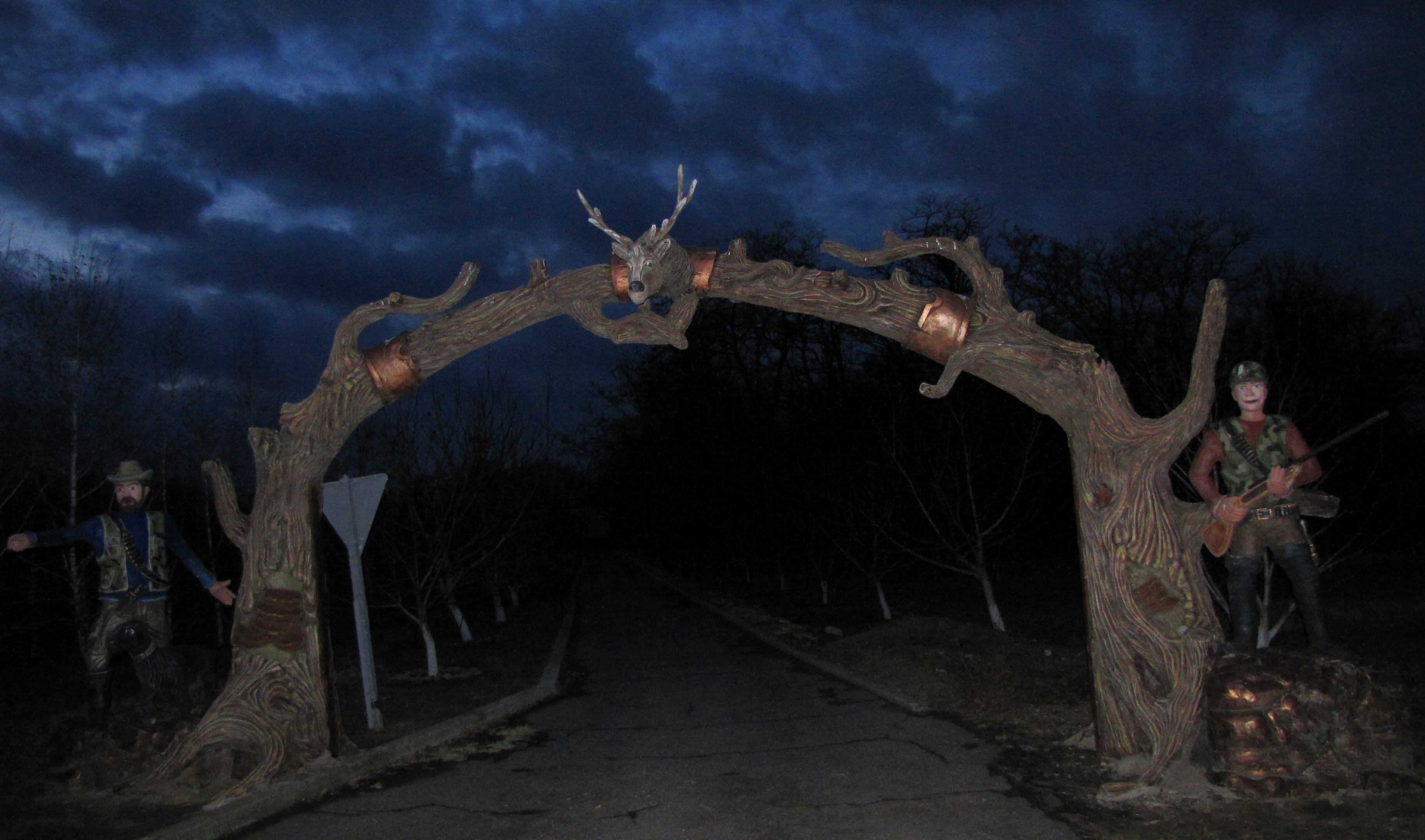

卡伊雷（烏克蘭語：Каїри），又按俄语名译为凯雷，是位於烏克蘭南部的村莊，由赫爾松州卡霍夫卡區的霍爾諾斯塔伊夫卡市鎮負責管轄。該村始建於1785年，面積147平方公里，海拔高度52米，2001年人口3,508，人口密度每平方公里23.9人。